# Аріель (фільм, 1988)
«Аріель» (фін. Ariel) — драма фінського кінорежисера і сценариста Акі Каурісмякі. Головний герой фільму — безробітний шахтар Таісто Касурінен, чий батько тільки що наклав на себе руки, виявляється звинувачений у злочині, якого не скоїв. Картина є другою частиною «пролетарської трилогії» Каурісмякі, розпочатої фільмом «Тіні в раю» і закінченою «Дівчиною з сірникової фабрики».

## Сюжет
Шахтар Таісто Касурінен залишається без роботи, коли північний рудник, на якому він працював разом з батьком, закривають. Батько віддає синові ключі від свого білого кадилака, після чого пускає собі кулю в лоб. На отриманій у спадок машині Таісто вирушає на південь країни, під час однієї із зупинок його грабують, позбавивши всіх грошей. Таісто змушений перебиватися випадковими заробітками. Одного разу, залишивши свій автомобіль у недозволеному місці, він зустрічає паркувального інспектора Ірмелі, яка запрошує його до себе додому. Вона розлучена і живе разом з сином Ріку. Ірмелі кидає роботу, тому, щоб роздобути хоч якісь гроші, Таісто продає батьківський кадилак. У той же день він стикається з одним із грабіжників і, вступивши з ним у бійку, опиняється у в'язниці. Там Таісто зав'язує дружбу з сусідом по камері Мікконеном. Втекти з в'язниці їм допомагає Ірмелі. Опинившись на волі, Таісто насамперед одружується з нею. Щоб купити собі фальшиві паспорти, Таісто і Мікконен беруть участь у пограбуванні банку, останній гине від руки одного з спільників при розподілі грошей. Поховавши друга, Таісто разом з Ірмелі і Ріку сідають на вантажний корабель «Аріель», що вирушає до Мексики.

## Нагороди
- Приз ФІПРЕССІ і премія найкращому акторові (Туро Пайала) на Московському кінофестивалі 1989 році.
- Найкращий фільм року іноземною мовою — Національне товариство кінокритиків США.

## У ролях
- Туро Пайала — Таісто Касурінен
- Сусанна Хаавісто — Ірмелі
- Матті Пеллонпяя — Мікконен
- Еету Хілкамо — Ріку